# Viracucha andicola
Espèce
Synonymes
- Acanthoctenus saraensis Strand, 1909

Viracucha andicola est une espèce d'araignées aranéomorphes de la famille des Ctenidae.

## Distribution
Cette espèce est endémique de Bolivie.

## Description
Le mâle mesure 18 mm et les femelles de 20 à 22 mm.

## Étymologie
Son nom d'espèce lui a été donné en référence au lieu de sa découverte, la cordillère des Andes.

## Publication originale
- Simon, 1906 : Étude sur les araignées de la section des cribellates. Annales de la Société entomologique de Belgique, vol. 50, p. 284-308 (texte intégral).